# مطار نانيانغ جيانغ يينغ
مطار نانيانغ جيانغ يينغ (بالإنجليزية: Nanyang Jiangying Airport)‏ (إياتا: NNY، إيكاو: ZHNY) يقع في مدينة نانيانغ في جمهورية الصين الشعبية. صنف مطار نانيانغ جيانغ يينغ في المرتبة المئة في الصين من حيث عدد الركاب عام 2011 وفقًا لإدارة الطيران المدني في الصين، حيث تعامل مع 227,056 راكب، وبلغ إجمالي حركة الطائرات (القادمة والمغادرة) 16,256 طائرة وقد بلغت كمية البضائع المنقولة عبر المطار 677 طن.

## شركات الطيران والوجهات
| شركـات طيـران          | الوجهات |
| ---------------------- | --- |
| طيران الصين اكسبرس     | مطار جينغديو الجديد، مطار فوتشو تشانغله الدولي، مطار قوييانغ لونغدونغابو الدولي، مطار ونزهو يونجقيانج الدولي، Wuhu                            |
| خطوط جنوب الصين الجوية | مطار قوانغتشو باييون الدولي، مطار جييانغ شاوشان، مطار شانغهاي بودنغ الدولي، مطار شينزين باوان الدولي، مطار أورومتشي الدولي، مطار تشوهاى سانزو |
| China United Airlines  | مطار بكين داشينغ الدولي، مطار فوشان شادي، مطار قويلين يانغ جيانغ الدولي، مطار اوردوس إيجين هورو                                               |
| طيران جي إكس           | مطار نانينغ الدولي، مطار تيانجين الدولي |
| خطوط هاينان الجوية     | مطار هانغتشو شياوشان الدولي، مطار تاييوان وسو الدولي، مطار تشوهاى سانزو                                                                       |
| Jiangxi Air            | مطار نانتشانغ تشانغبى الدولي |
| طيران لونج             | مطار نينغبو ليش الدولي، مطار ينتشوان خه دونغ                                                                                                  |
| Qingdao Airlines       | مطار غينغادو جياودونغ الدولي، مطار أورومتشي الدولي                                                                                            |
| Ruili Airlines         | مطار هاربين الدولي، مطار كونمينغ جانغشوي الدولي                                                                                               |
| سبرينغ (شركة طيران)    | مطار لانتشو تشونغ تشوان، مطار شانغهاي بودنغ الدولي، مطار شينزين باوان الدولي، مطار شيامن قاوتشي الدولي                                        |
| خطوط تيانجين الجوية    | مطار هايكو ميلان الدولي |